# Músculo flexor radial do carpo
O músculo flexor radial do carpo tem origem no tendão flexor comum no epicôndilo medial do úmero e se insere na base do 2 e 3 metacarpos. Suas ações são: Flexão e abdução (Desvio Radial) da mão.